# Probopyrus ringuelti
Probopyrus ringuelti is een pissebed uit de familie Bopyridae. De wetenschappelijke naam van de soort is voor het eerst geldig gepubliceerd in 1988 door Verdi & Schuldt.